# بشتالی، نفت‌چاله
بشتالی (به لاتین: Beştalı) یک منطقه مسکونی در جمهوری آذربایجان است که در شهرستان نفت‌چاله واقع شده‌است.